# Víctor Correa Rachó

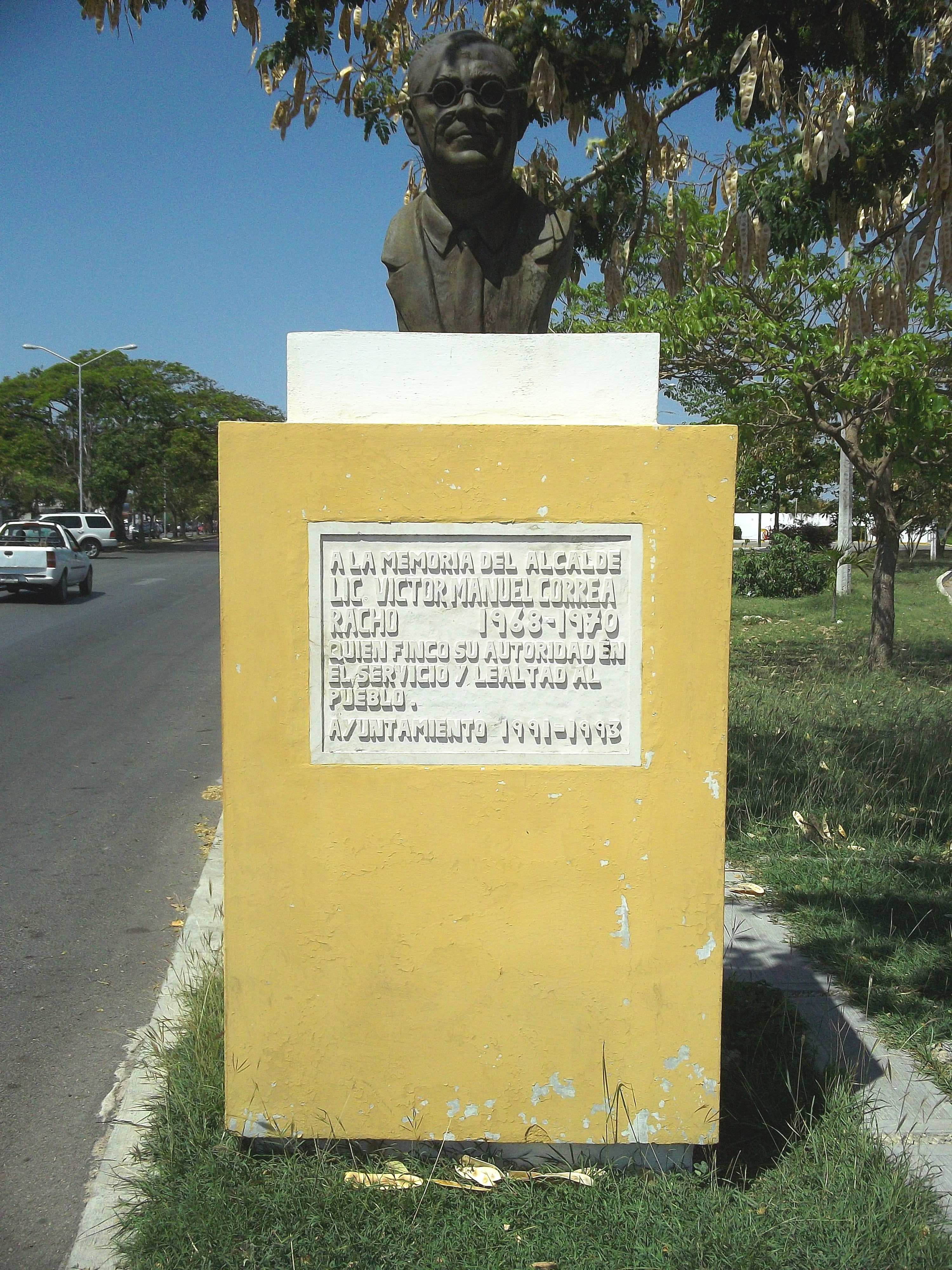
Busto de Víctor Correa Rachó.

Víctor Manuel Correa Rachó (Mérida, Yucatán, 18 de octubre de 1917 - 16 de septiembre de 1977) fue un político mexicano, miembro del Partido Acción Nacional, fue un importante líder del panismo en Yucatán en la década de los 60 y 70, siendo el primer alcalde panista de Mérida, Yucatán.[cita requerida]
Víctor Correa Rachó fue elegido Alcalde de Mérida en 1968 y permaneció en el cargo hasta 1970, en 1969 fue candidato del PAN a gobernador del estado, en las elecciones fue oficialmente derrotado por el candidato del PRI Carlos Loret de Mola Mediz, sin embargo, el siempre denunció haber sido víctima de un fraude electoral.
Su hijo, Luis Correa Mena, también fue alcalde de Mérida y candidato a Gobernador de Yucatán.